# Calanthe angustifolia
Calanthe angustifolia  es una especie de orquídea de hábito terrestre originaria  de Asia.

## Descripción
Es una orquídea de tamaño pequeño, con creciente hábito terrestre y con un rizoma rastrero de 9 cm  entre cada pseudobulbo que lleva 5-6 hojas, linear-lanceoladas, plegadas, acuminadas, agudas, con estrechamiento en la base peciolada. Florece en el verano y principios del otoño en una inflorescencia axilar racemosa, cilíndrica de 11 cm  de largo, con algunas flores,  con tres brácteas tubulares y una lanceolada  hacia el ápice.

## Distribución y hábitat
Se encuentra en Malasia, Isla de Java, Filipinas, Sumatra, Vietnam, Yunnan en China y Taiwán en el musgo de los bosques profundos en elevaciones de 1200 a 2300 metros. 

## Taxonomía
Calanthe angustifolia fue descrita por (Blume) Lindl. y publicado en The Genera and Species of Orchidaceous Plants 251. 1833.
Etimología
Ver: Calanthe
angustifolia epíteto latíno que significa "con hojas estrechas".
Sinonimia
- Alismorchis angustifolia (Lindl.) Kuntze
- Alismorkis angustifolia (Blume) Kuntze
- Alismorkis phajodes Kuntze
- Amblyglottis angustifolia Blume
- Calanthe phajoides Rchb.f.
- Calanthe pumila Fukuy.
- Calanthe striata var. pumila (Fukuy.) S.S.Ying
- Limodorum striatum Reinw. ex Hook.f.[1][4][5]